# Jogo das Estrelas de 2013 do NBB
O Jogo das Estrelas da temporada 2012-13 do NBB foi um evento festivo realizado nos dias 1 de março e 2 de março de 2013, no Ginásio Nilson Nelson, em Brasília, Distrito Federal. No primeiro dia de torneio, foram disputados o "Torneio de Enterradas", o "Torneio de Três-Pontos" e o "Desafio de Habilidades". Nesses três torneios, os campeões do ano anterior estão inclusos, enquanto outros jogadores competiram pelos últimos lugares. Jogadores do Brasília, o time da cidade-sede, também estão inclusos nesses torneios.
No segundo dia, ocorreu o evento principal da semana, o Jogo das Estrelas do NBB, que foi disputado por dois times divididos em "NBB Brasil", formado por jogadores brasileiros e "NBB Mundo", formado por jogadores de fora do país. No dia 6 de Fevereiro, a Liga Nacional de Basquete (LNB) anunciou os jogadores que fariam parte dos times NBB Brasil e NBB Mundo, que se enfrentariam na partida. No total, 85 votos foram contados. Diferentes profissionais que participaram das eleições tinham pesos diferentes em seus votos. Os treinadores dos 18 times tinham peso 50%, os capitães dos times tinham peso 20% e os membros da imprensa especializada e personalidades do basquetebol tinha 30% de peso. Os jogadores titulares foram escolhidos por votação na internet.
O evento foi organizado pela Liga Nacional de Basquete e teve transmissão ao vivo do canal SporTV e da TV Globo. Foi o quinto evento do NBB para juntar as estrelas do basquete nacional.

## Eventos de Sábado

### Torneio de Enterradas
Para o Torneio de Enterradas, participou o campeão do torneio na temporada passada, o ala-armador Gui Deodato, do time de Bauru, enquanto o time anfitrião, Brasília, foi representado pelas ala-armador Isaac Gonçalves. Os outros adversários para o título foram definidos depois de serem avaliados por um júri de personalidades do meio artístico e de basquetebol. Os juízes avaliaram uma enterrada de cada participante e escolheram dois atletas (Danilo Fuzaro e Jefferson Socas). O quinto participante (Desmond Holloway) foi selecionado depois de uma votação popular na Internet. Os dois finalistas foram o campeão da temporada anterior Gui Deodato e o armador Danilo Fuzaro. Usando a capa do personagem Batman e uma máscara do famoso vilão Darth Vader, Gui Deodato venceu o torneio.
| Jogador                            | Primeira Rodada | Finais   |
| ---------------------------------- | --------------- | -------- |
| Gui Deodato (Bauru)                | 50+49=99        | 50+46=96 |
| Danilo Fuzaro (Minas)              | 50+49=99        | 31+50=81 |
| Isaac Gonçalves (Brasília)         | 47+44=91        |          |
| Desmond Holloway (Liga Sorocabana) | 42+42=84        |          |
| Jefferson Socas (Franca)           | 46+37=83        |          |

### Torneio de Três-Pontos
O torneio teve seis concorrentes para o título. O campeão da temporada anterior Helinho, de Uberlândia, e Rossi, da equipe da cidade anfitriã, já haviam sido assegurados na disputa, seus quatro rivais foram decididos após a conclusão da fase de qualificação, que foi disputado entre partidas do NBB no dia 14 de fevereiro e 16 de fevereiro. Na final, que contou com Matheus Dalla, do Limeira e Matheus Costa, do Basquete Cearense, foram necessários dois desempates para conhecer o campeão. No segundo tiebreak Matheus Dalla ganhou seu primeiro Torneio de Três Pontos.
| Jogador                           | Primeira Rodada | Finais | Desempate |
| --------------------------------- | --------------- | ------ | --------- |
| Matheus Dalla (Limeira)           | 21              | 19     | 17/19     |
| Matheus Costa (Basquete Cearense) | 18              | 19     | 17/13     |
| Guto Souza (Palmeiras)            | 17              |        |           |
| Frederico Rossi (Brasília)        | 16              |        |           |
| Bruno Irigoyen (Minas)            | 16              |        |           |
| Helinho (Uberlândia)              | 15              |        |           |

### Desafio de Habilidades
O Desafio de Habilidades, que foi disputado pela terceira vez, teve a presença do bicampeão Fernando Penna, do Pinheiros, o armador Eric Tatu, da equipe anfitriã Brasília, e mais seis concorrentes que foram determinados pelo Departamento Técnico da LNB. Na final, Fernando Penna, pela terceira vez consecutiva, venceu o desafio, contra o armador Gustavinho de Mogi das Cruzes.
| Jogador                         | Primeira Rodada | Finais |
| ------------------------------- | --------------- | ------ |
| Fernando Penna (Pinheiros)      | 24.8            | 23.4   |
| Gustavinho (Mogi das Cruzes)    | 26.5            | 35.3   |
| Kenny Dawkins (Liga Sorocabana) | 26.7            |        |
| Marcellus Silva (Tijuca)        | 26.8            |        |
| Fúlvio de Assis (São José)      | 27.4            |        |
| Jefferson Campos (Suzano)       | 29.8            |        |
| Victor Correia (Joinville)      | 33.0            |        |
| Eric Tatu (Brasília)            | 33.7            |        |

## Jogo das Estrelas
Em 25 de fevereiro, no fim das eleições pela internet, os jogadores titulares foram definidos, de acordo com o site oficial do NBB All-Star Game. Jeff Agba, do Bauru, foi originalmente selecionado para participantes da equipe NBB Mundo, mas ele se machucou e foi substituído por Tyrone Curnell, do Palmeiras, enquanto Guilherme Giovannoni, do Brasília, também foi retirado do jogo por causa de leão na coxa, e para seu lugar foi nomeado Jefferson Willian, da equipe de São José.